# ジロラモ・デ・アンゼリス
ジロラモ・デ・アンゼリス（Girolamo de Angelis、1568年 - 1623年12月4日（元和9年10月13日））は、江戸時代初期のイエズス会宣教師である。1618年（元和4年）初めて、蝦夷地を訪問した欧州人で、ディエゴ・デ・カルヴァリヨと共に東北、蝦夷地での布教をする。

## 生涯
イタリア・シチリア王国のエンナ出身。1586年、イエズス会に入る。慶長7年（1602年）に来日し、翌年から京都で布教する。慶長19年（1614年）、京都・大坂および加賀金沢藩のキリシタン70名余が津軽地方（青森県西部）に流され、この人びとが神父の来訪を求めたので、翌元和元年（1615年）、潜伏していたアンゼリスは仙台から後藤寿庵のいる水沢、秋田を経て羽州街道を北上し、津軽高岡（弘前）在住のキリシタンを訪ね励ましている。元和元年は東北地方に大飢饉が起こり、流人たちの生活は悲惨をきわめたといわれる。
アンゼリスは『1615・16年の日本年報』において、このときの久保田藩の状態について、「仙北地方（秋田県内陸南部）に200人のキリシタンを発見したが、それらは7年前、伏見（京都）のキリシタンで、佐竹氏に仕えたペードロ人見という武士が洗礼をさずけたものであった」と記録している。ペードロ人見はアンゼリスによって洗礼を受けたカトリックの准教師であった。1617年には津軽に流された人々がその土地の人々を改宗させた。
津軽訪問後は仙台を根拠地とし、元和4年（1618年）には　第一回目の蝦夷地訪問を果たした。松前滞在の十日間の間に数多くの蝦夷に逢い､蝦夷地の状況を調べて秋田に帰り､その詳細を十月に上司に報告している｡　元和5年（1619年）頃には　奥羽布教の主任となり、元和6年（1620年）以降は尾花沢の延沢銀山や山形地方を布教。元和7年（1621年）には再度蝦夷地に渡り、報告書と地図を作成する。会津地方（福島県西部）でも宣教を行っていたが元和9年（1623年）12月4日、江戸において火刑に処せられた（江戸の大殉教）。
なお、同時代に東北で活動したルイス・ソテロやフランシスコ・ガルペスはフランシスコ会の宣教師であった。

名前のジロラモ（Girolamo）の代わりにジェロニモ（Geronimo）と表記する文献(ディエゴ・デ・サンフランシスコ書簡集等)が複数ある。前者はイタリア語、後者はスペイン語の形で、執筆者の使用語による。どちらもギリシャ語の名前「ヒエロニムス (Hieronymus)」に由来する。

1867年に福者に列せられた。